# میلنر (جورجیا)
میلنر، جورجیا (به انگلیسی: Milner, Georgia) یک شهر در ایالات متحده آمریکا با جمعیت ۵۲۲ نفر است که در جورجیا واقع شده‌است.

## موقعیت جغرافیایی
موقعیت جغرافیایی شهرها و مناطق اطراف به شرح زیر است: